# مغز بولتسمان

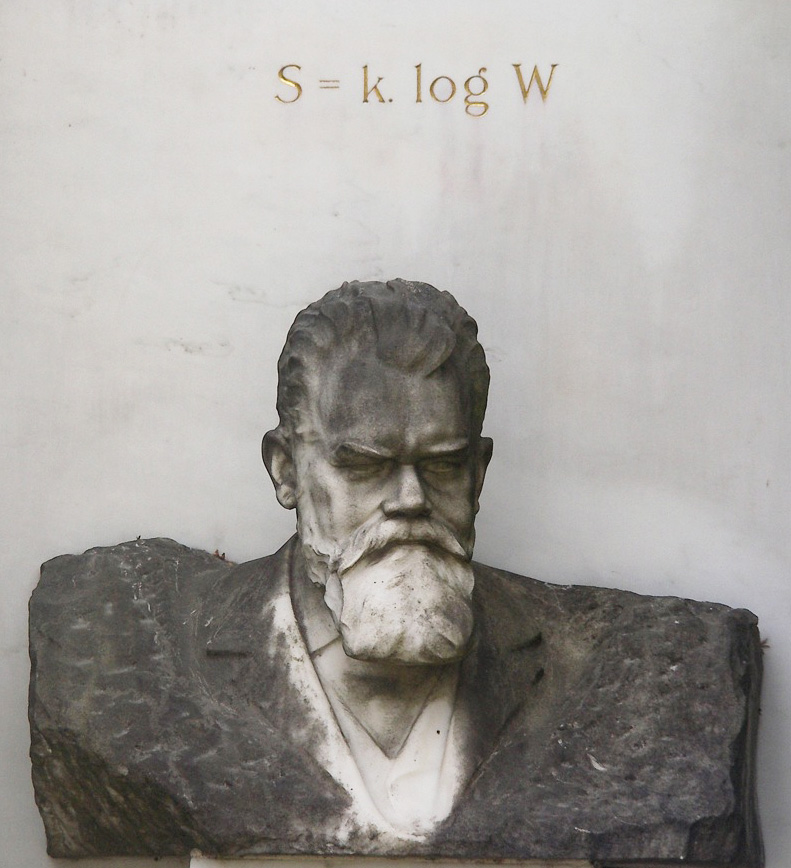
مجسمهٔ نیم‌تنهٔ لودویگ بولتسمان که این فرضیه، نام خود را از او می‌گیرد.

مغز بولتسمان (انگلیسی: Boltzmann Brain)، فرضیه‌ای دربارهٔ یک «وجود» یا «ادراک» خودآگاه است که در اثر نوسانات کوانتومی در یک موقعیت یا وضعیت بی‌نظم و پرآشوب به وجود می‌آید.
این فرضیه، نام خود را از فیزیک‌دان برجستهٔ اتریشی «لودویگ بولتسمان» (۱۹۰۶–۱۸۴۴) می‌گیرد که عنوان نمود «عالم هستی» در شرایطی بسیار نامحتمل از عدم تعادل قرار دارد؛ چرا که فقط در یک چنین شرایط تصادفی و غیرمنتظره‌ای، چیزی به پیچیدگی مغز انسان می‌تواند به وجود آید که از وجود آن «عالم هستی»، آگاه باشد. عنوان «مغز بولتسمان» در سال ۲۰۰۴ توسط «آندریاس آلبرشت» و «لورنزو سوربو» ساخته و به کار گرفته شد.

## مفهوم «مغز بولتسمان»
مغز بولتسمان نوعی پارادوکس و تناقض در علم فیزیک است و گاهی از آن، با عنوان «تناقض نوزادان بولتسمان» یاد می‌شود. این تناقض می‌گوید، اگر ما دو حالت گوناگون را با هم مقایسه کنیم که اوّلی احتمال حدوث شرایطِ کنونی خودمان به عنوان موجوداتی خودآگاه در یک جهان با نظم، و دومی احتمال حدوث یک موجود خودآگاه در ملغمه‌ای از بی‌نظمیِ ترمودینامیکی و بدون خصیصه باشد، آن‌گاه احتمال حادث شدن و به وجود آمدن حالت دوم، بیش‌تر است.
مفهوم «مغز بولتسمان» توضیحی برای این سؤال همیشگی بود که چرا «عالم هستی»، این همه منظّم و سازمان‌یافته‌است. (سؤالی که به‌طور معمول، در مباحث مربوط به آنتروپی در اخترشناسی مطرح می‌شد).

## نظریه بولتسمان
بولتسمان می‌گفت «ما» و این «جهانی» که به نظر، بی‌نظمی زیادی ندارد و ما در آن زندگی می‌کنیم، همگی نتیجهٔ یک تغییر و نوسان تصادفی در سیستمی با بی‌نظمی و آشفتگی زیاد است [لازم است ذکر شود، حتّیٰ در شرایطی نزدیک به تعادل و سکون، نوسانات و تغییرات کوچکِ تصادفی وجود دارد]. نوسانات و تغییراتی که به‌طور شایع رخ می‌دهند، آن‌هایی هستند که از لحاظ اندازه ناچیز بوده و به طبع، نظمی که از آن‌ها حادث خواهد شد، کوچک‌تر و کم‌اهمیّت‌تر است؛ حال آن‌که، نوسانات و تغییرات بزرگ که نتایج بزرگ‌تر (تشکیلات منظم و سازمان‌یافته) هم در پی دارند، بسیار نادر هستند. اگرچه این نوسانات و تغییرات بزرگ، بسیار نادر و نامحتمل هستند، اما با در نظر گرفتن اندازهٔ بیکران عالم هستی و این‌که موجودات باشعوری چون انسان، در نتیجهٔ چنین نوسانات بزرگی به وجود آمده‌اند، می‌توان نتیجه گرفت که این نوسانات نادر هم، بالاخره رخ می‌دهند. این‌جاست که با یک «گزینش جهت‌دار (سوگرایی انتخاب)» مواجه هستیم: ما در حال مشاهده و بررسی این جهان نامحتمل هستیم، چرا که دقیقاً چنین شرایط نامحتملی لازم بوده تا موجودات هوشمندی چون ما به وجود بیاید و این خود، تعبیری از اصل انسان‌نگر است.
از طرفی، اگر شرایط کنونی عالم هستی که در آن تعداد زیادی موجودات خودآگاه به وجود آمده، نتیجهٔ یک نوسان تصادفی باشد، احتمال بُروز آن به مراتب کم‌تر از به وجود آمدن موجودات خودآگاهِ منفرد و پراکنده در جای‌جای دیگرِ عالم است. پس در جهان‌های گوناگون با همین شرایط و نظم فعلی‌شان، باید تعداد بی‌شماری «مغز بولتسمان»، سرگردان در یک محیط بی‌نظم و پرآشوب، وجود داشته باشد. در یک جهان نامحدود و بی‌انتها، تعداد «مغزهای خودآگاه» که به‌طور ناگهانی و تصادفی از یک بی‌نظمیِ محض به وجود می‌آیند، به علاوهٔ حافظه و خاطرهٔ ساختگی ما از آنچه زندگی می‌نامیم، باید به مراتب بیش‌تر از «مغزهای واقعی» باشد که در اثر پدیدهٔ تکامل اندامی در سیستمی با نوسانات موضعیِ بسیار نامحتمل و نادر، در عالم هستی به وجود آمده‌اند.
تناقض بولتسمان می‌گوید، هر ناظری در این جهان (مغزهای خودآگاهی که همچون انسان دارای حافظه باشد و این «مغز انسان» را هم شامل می‌شود) به احتمال بسیار زیاد، «مغز بولتسمان» است تا «مغز تکامل‌یافته»؛ که به این ترتیب و در آنِ واحد، فرضیهٔ «گزینش جهت‌دار (سوگرایی انتخاب)» را هم رد می‌کند، به این علّت که چرا باید اصل انسان‌نگر یا هر نظریهٔ دیگری در این مورد را بپذیریم، آن هنگام که چنین فرضیه‌ها و نظریه‌هایی، به‌طور تصادفی و غیرعمدی، درون «مغز بولتسمانِ» ما ظهور می‌کند؟ یک چنین شناختی، پایه‌های متزلزل و سست دارد. زیرا نه می‌توانیم بگوییم درست هستند و نه می‌توانیم دلایلی بیاوریم که آن‌ها را رد کنیم.